# Moose Lake
Moose Lake é uma cidade localizada no estado americano de Minnesota, no Condado de Carlton.

## Demografia
Segundo o censo americano de 2000, a sua população era de 2239 habitantes.
Em 2006, foi estimada uma população de 2566, um aumento de 327 (14.6%).

## Geografia
De acordo com o United States Census Bureau tem uma área de
8,1 km², dos quais 7,1 km² cobertos por terra e 1,0 km² cobertos por água. Moose Lake localiza-se a aproximadamente 323 m acima do nível do mar.

## Localidades na vizinhança
O diagrama seguinte representa as localidades num raio de 20 km ao redor de Moose Lake.